# Frecuencia fundamental

Vibración y ondas estacionarias de una cuerda. La frecuencia fundamental y las seis primeras armónicas.

La frecuencia fundamental es la frecuencia más baja de una forma de onda periódica.

## Ejemplo ilustrativo
Por ejemplo, si consideramos un objeto susceptible de vibrar como una cuerda de guitarra y analizamos las ondas emitidas por esta, su frecuencia fundamental coincide con la frecuencia más baja en que esta cuerda puede vibrar estacionariamente. Cualquier sonido sostenido de esta cuerda podrá ser descompuesto como superposición de una vibración de frecuencia fundamental y armónicos superiores, es decir, vibraciones de frecuencias más altas que son múltiplos enteros de la frecuencia fundamental.
Si tocamos una nota al aire en cualquier cuerda de la guitarra a la altura del traste n.º 12, es decir la mitad de la cuerda, ésta vibrará mayormente en su frecuencia fundamental. A medida que toquemos desplazándonos hacia uno de los extremos, la cuerda empezará a vibrar con más amplitud en frecuencias superiores y se escuchará un sonido más brillante, debido a las frecuencias más altas. Si apoyamos un dedo suavemente en el medio de la cuerda y tocamos una nota sobre el cuarto de la cuerda, se estará apagando la primera frecuencia y se escuchará la segunda sobre las demás y su frecuencia de vibración será la misma que tocar la nota una octava superior.